# Кубарко, Алексей Иванович
Алексей Иванович Кубарко (бел. Аляксей Іванавіч Кубарка; род. 4 апреля 1943 ) — белорусский учёный в области физиологии. Ректор Минского ордена Трудового Красного Знамени медицинского института (1986—1997). Заслуженный деятель науки РБ, доктор медицинских наук, профессор.

## Биография
Родился 28 апреля 1943 в д. Воля Ружанского района Брестской области. Окончил лечебный факультет МГМУ в 1968 году. Работал преподавателем физиотерапии Пинского медицинского училища и врачом детской больницы в 1968-1969 годах, аспирантом кафедры физики Минского государственного медицинского института с 1969 по 1972 годы, старшим научный сотрудник ЦНИЛ с 1972 по 1973 годы, ассистентом и старшим преподавателем с 1973 по 1979 годы. В должности доцента с 1979 по 1986 годы, заведующим кафедрой нормальной физиологии с 1984 по 2014 годы, профессором с 2014 по 2020 годы. Работал заместителем декана лечебного факультета в 1974-1976 годах, проректором по научной работе в 1985-1986 годах и ректором института в период с 1986 по 1997 годы. Избирался вице-президентом Ассоциации медицинских вузов СССР, членом Совета ректоров медицинских вузов СССР.

## Научная деятельность
Автор более 400 публикаций, 8 монографий, 7 авторских свидетельствах на изобретения и 12 учебных пособий. В 1972 г. защитил кандидатскую диссертацию по теме: «Физико-химические особенности жидкокристаллического состояния эфиров холестерина и их медико-биологическое значение». В 1984 г. защитил докторскую диссертацию по теме: «Системная регуляция и физиологическая роль фазовых состояний липидов организма». Руководил выполнением 2 докторских, 8 кандидатских, 3 магистерских диссертационных работ.

## Награды и премии
- Бронзовая медаль ВДНХ СССР(1968).
- Почетное звание «Заслуженный деятель науки Республики Беларусь»(1992).
- Медаль «За трудовые заслуги»(2007).
- Почетная грамота Совета министров Республики Беларусь.
- Знак «Отличник здравоохранения Республики Беларусь».
- Значок «Отличнику здравоохранения».
- Грамоты.